# 2014 في ألمانيا
فيما يلي قوائم الأحداث التي وقعت خلال عام 2014 في ألمانيا.

## سياسة

### تعيين في المنصب
- 1 يناير – ألكسندر غاولاند عضو مجلس الشورى الموحد براندنبورغ.
- 1 نوفمبر – فولكر بوفيير رئيس البوندسرات.

### انتهاء فترة المنصب
- 30 يونيو – أنيته شافان عضو في البوندستاغ الألماني.
- 31 ديسمبر – رونالد بوفالا عضو في البوندستاغ الألماني.

## رياضة
- 1 يناير – جائزة ألمانيا الكبرى 2014 الفائز نيكو روسبيرغ.
- 8 يوليو – البرازيل ضد ألمانيا الفائز منتخب ألمانيا لكرة القدم.
- 13 يوليو – نهائي كأس العالم لكرة القدم 2014 الفائز منتخب ألمانيا لكرة القدم.

## أفلام
من الأفلام التي صدرت هذه السنة في ألمانيا:
- 1 يناير – أخطر الرجال المطلوبين من إخراج أنطون كربيجن.
- 1 يناير – الأوديسة العراقية من إخراج سمير (كاتب).
- 1 يناير – الجميلة والوحش من إخراج كريستوف غانز.
- 1 يناير – السيد تيرنر من إخراج مايك لي.
- 1 يناير – خرائط النجوم من إخراج ديفد كروننبرغ.
- 1 يناير – طرزان من إخراج راينهارد كلوس  [لغات أخرى]‏.
- 1 يناير – مدام بوفاري من إخراج Sophie Barthes [الإنجليزية]‏.
- 1 يناير – مع حبي من إخراج Christian Ditter [الإنجليزية]‏.
- 6 فبراير – فندق بودابست الكبير من إخراج ويس أندرسون.
- 7 فبراير – رجال الآثار من إخراج جورج كلوني.
- 10 فبراير – الطريق إلى الهاوية من إخراج بسكال شاوميل.
- 11 فبراير – شاطئ فوتورو من إخراج كريم عينوز.
- 18 فبراير – بومبي من إخراج بول أندرسون.
- 16 مايو – البيات الشتوي من إخراج نورى بيلجى جيلان، سيامك شايقي.
- 22 مايو – أرضي بفلفلها الحلو من إخراج هونر سليم.
- 25 مايو – العشاق فقط يبقون أحياء من إخراج جيم جارموش.
- 5 سبتمبر – اللعبة الكبيرة من إخراج Jalmari Helander [الإنجليزية]‏.
- 3 أكتوبر – سارقة الكتاب من إخراج برايان بيرسيفال.
- 10 أكتوبر – المواطن الرابع من إخراج لورا بويتراس.
- 25 ديسمبر – شبق من إخراج لارس فون ترايير.

## برامج ومسلسلات وأنمي
- الحب الممنوع

## وفيات

### يناير
- 12 يناير – هالت تشامبل (مواليد 1916)

### فبراير
- 9 فبراير – جيرهارد شيلر (مواليد 1930) فيزيائي ألماني.
- 16 فبراير – ديتر زيلر (مواليد 1939)

### أبريل
- 4 أبريل – كلاوس ماير (مواليد 1937) لاعب كرة قدم ألماني.
- 8 أبريل – كارلهاينز ديشنر (مواليد 1924)
- 17 أبريل – كارل ميلر (مواليد 1949)
- 26 أبريل – أدولف سيلاشر (مواليد 1925)

### مايو
- 29 مايو – كارلهاينز بوم (مواليد 1928) ممثل نمساوي.

### يونيو
- 20 يونيو – أكسل هوسمان (مواليد 1939) فيزيائي ألماني.
- 25 يونيو – أوتو ماير (مواليد 1926)

### يوليو
- 16 يوليو – كارل ألبريشت (مواليد 1920) رائد أعمال ألماني.

### أغسطس
- 22 أغسطس – فرانز هيلينكامب (مواليد 1936) كيميائي ألماني.

### أكتوبر
- 28 أكتوبر – محمد أمان هوبوم (مواليد 1926) دبلوماسي ألماني.

### نوفمبر
- 9 نوفمبر – ميرل بوخنر (مواليد 1924) متزحلقة جبال الألب ألمانية.
- 13 نوفمبر – ألكسندر غروتينديك (مواليد 1928) رياضياتي فرنسي.
- 19 نوفمبر – مايك نيكولز (مواليد 1931)
- 22 نوفمبر – هورست فوجنر (مواليد 1923)
- 26 نوفمبر – مقتل توتشه البيرق (مواليد 1991)

### ديسمبر
- 6 ديسمبر – رالف باير (مواليد 1922)
- 17 ديسمبر – رولف ماير (مواليد 1951)
- 30 ديسمبر – لويز رينر (مواليد 1910)